# Сергіївка (Великолепетиська селищна громада)
Се́ргіївка — село в Україні, у Великолепетиській селищній громаді Каховського району Херсонської області. Населення становить 28 осіб. 24 лютого 2022 року село тимчасово окуповане російськими військами під час російсько-української війни.

## Населення
Згідно з переписом УРСР 1989 року чисельність наявного населення села становила 36 осіб, з яких 12 чоловіків та 24 жінки.
За переписом населення України 2001 року в селі мешкало 28 осіб.

### Мова
Розподіл населення за рідною мовою за даними перепису 2001 року:
| Мова       | Відсоток |
| ---------- | -------- |
| українська | 82,14 %  |
| російська  | 10,71 %  |
| білоруська | 3,57 %   |
| польська   | 3,57 %   |